# Gering, Rheinland-Pfalz
Gering är en kommun och ort i västra Tyskland, belägen i Landkreis Mayen-Koblenz i förbundslandet Rheinland-Pfalz. Kommunen har cirka 0 invånare. Administrativt ingår kommunen som del av kommunalförbundet Verbandsgemeinde Maifeld, med säte i den närbelägna staden Polch.

## Historia
Orten omnämns första gången i skriftliga källor 1257, under namnet Girreke. Andra former av namnet som förekom under medeltiden var Girniche, Gyrneke eller Jerrich. 1563 omnämns orten som Gerink, och hade då 15 hushåll. Orten tillhörde Kurfurstendömet Trier fram till slutet av 1700-talet, som del av Amt Münster-Maienfeld.